# Eptesicus dimissus
Eptesicus dimissus es una especie de murciélago de familia Vespertilionidae. Puede ser encontrada en Nepal y en la Tailandia peninsular.